# Salza (Helme)
Die Salza ist ein gut 5,6 km langer, linker Nebenfluss der Helme in Nordhausen in Thüringen in Deutschland.

## Verlauf
Die Salza entspringt dem Salzaspring, der größten Karstquelle Thüringens, südlich der KZ-Gedenkstätte Mittelbau-Dora. Sie verläuft parallel der Zorge durch den Nordhäuser Stadtteil Salza. Früher wurde sie im Stadtbereich mehrfach angestaut und trieb einige Mühlen an. Heute gibt es nur noch einige wenige Wehre in der Salza. Eines von ihnen leitet einen Teil ihres sehr klaren Wassers zu einer Fischzuchtanlage. Nach gut 5,6 km Laufs mündet die Salza in die Helme.

## Bildergalerie

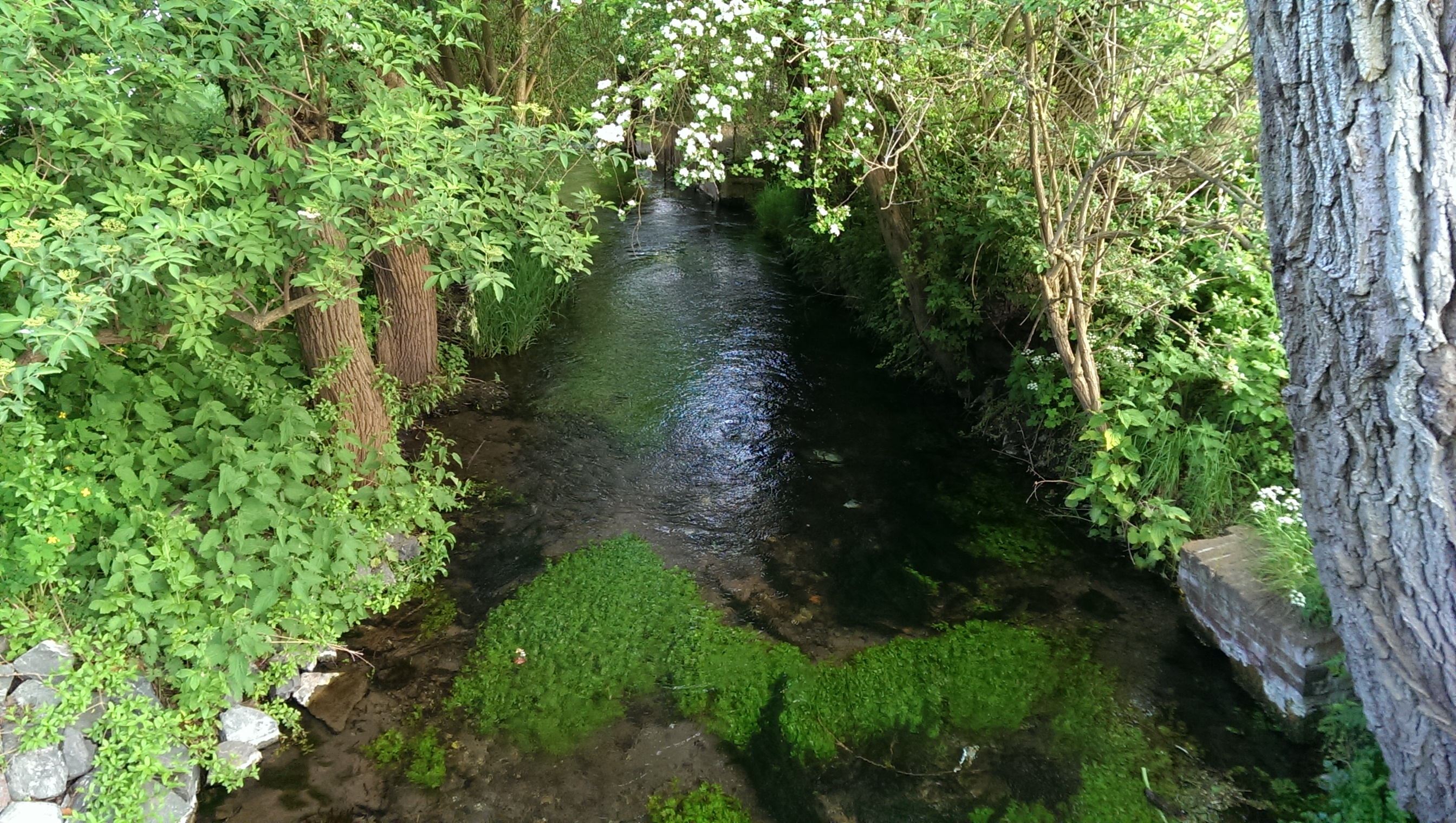
Die Salza im Nordhäuser Stadtteil Salza, an den Nordthüringer Werkstätten, ehemals Lebenshilfe flussabwärts und:
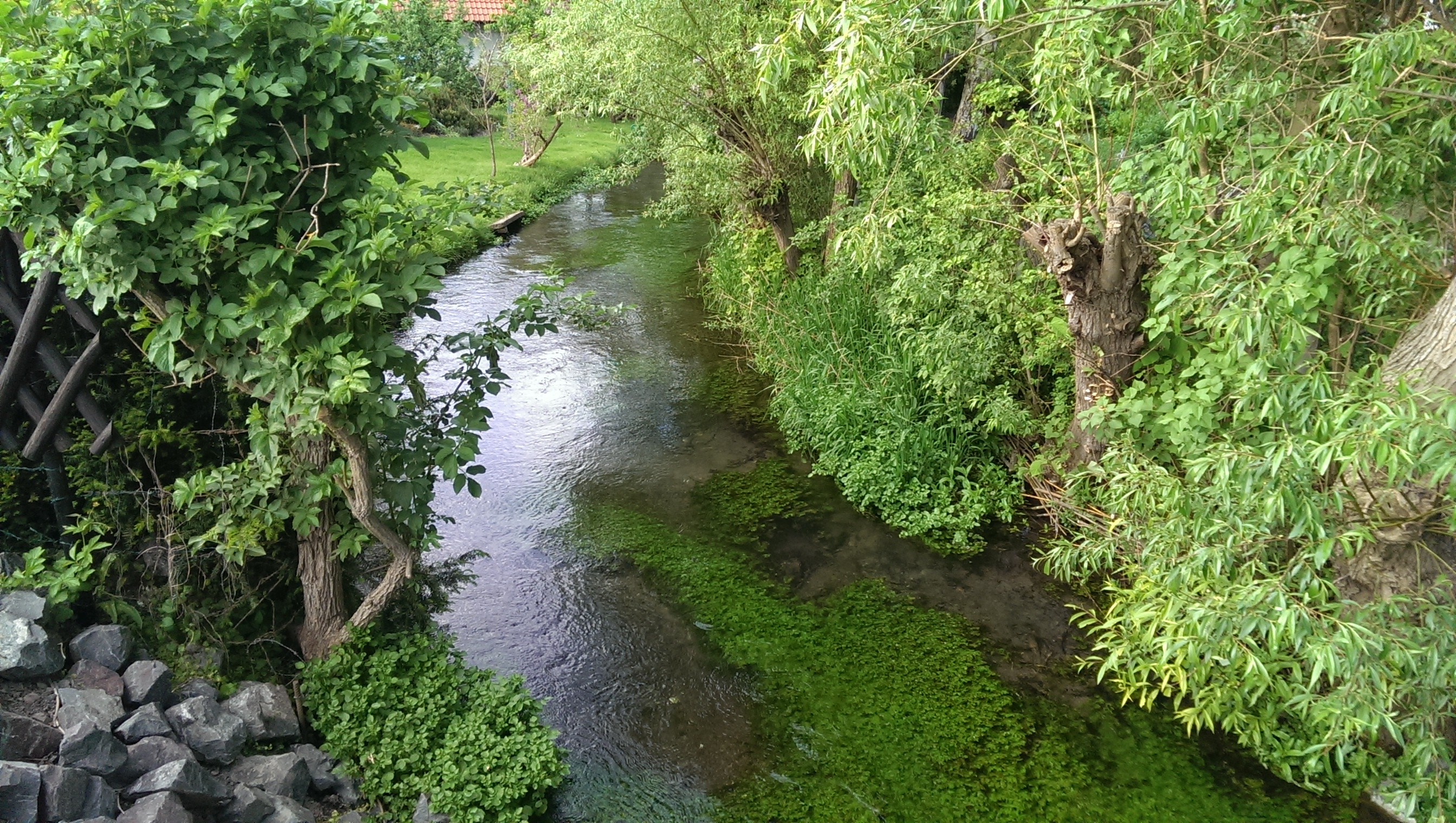
-flussaufwärts
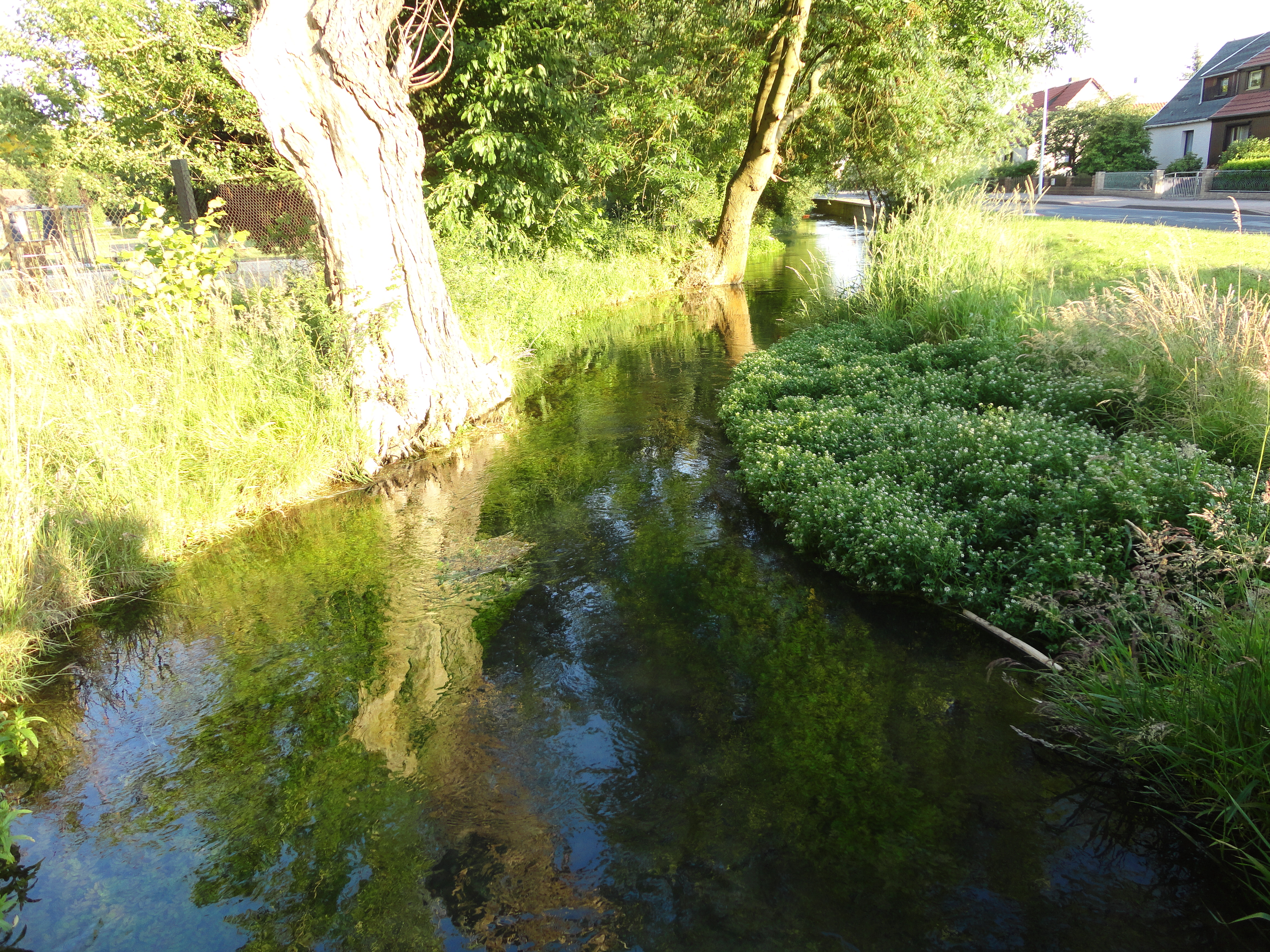
Die Salza im Nordhäuser Stadtteil Salza, nahe der Grundschule
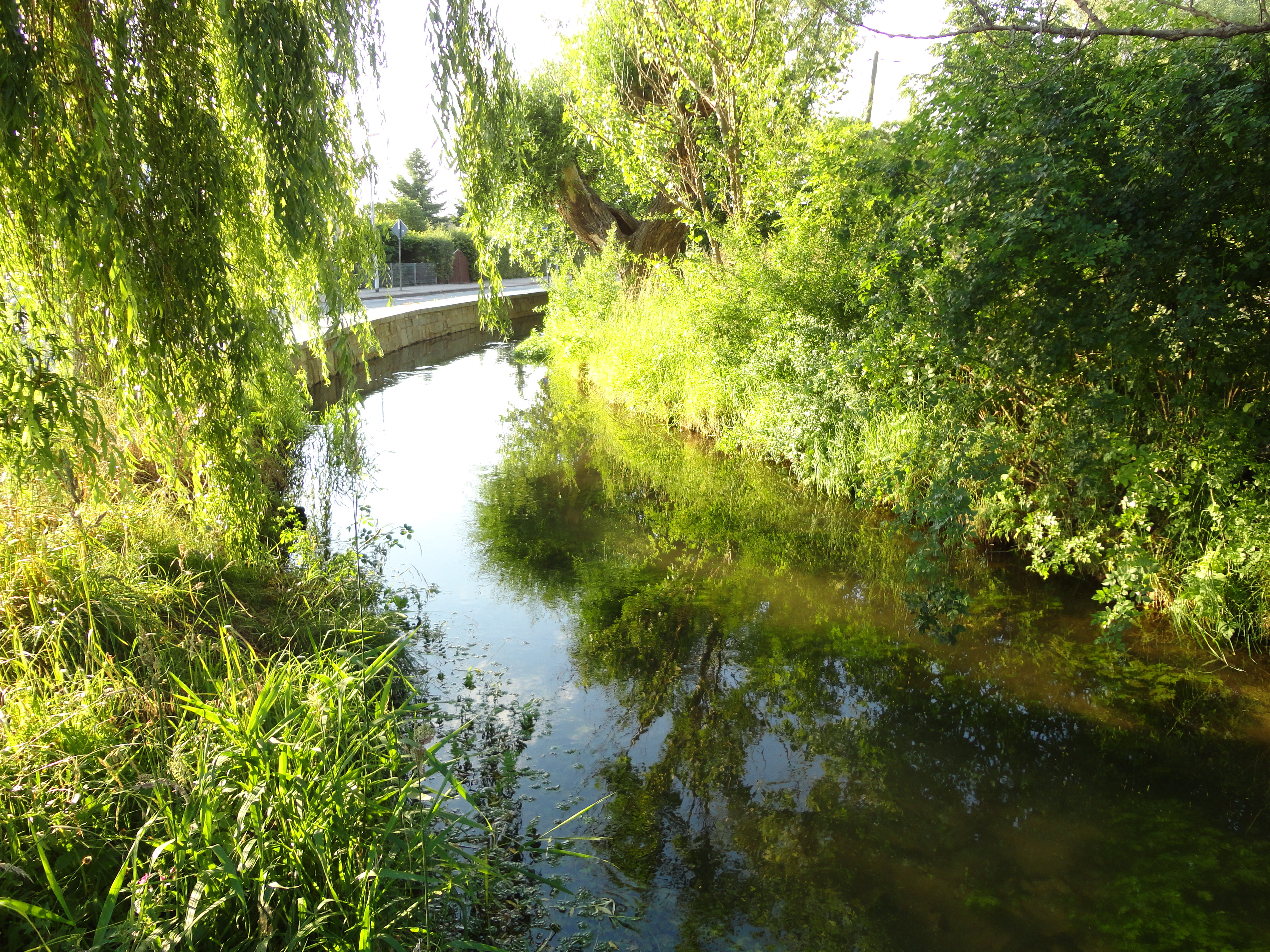
Die Salza im Nordhäuser Stadtteil Salza, nahe der Grundschule